# Сундсвал
Су̀ндсвал (на шведски: Sundsvall) е град в източната част на централна Швеция, главен административен център на лен Вестернорланд и на едноименната община Сундсвал. Разположен е около устието на река Юнган по западния бряг на Ботническия залив. Намира се на около 340 km на север от столицата Стокхолм. Получава статут на град през 1621 г. ЖП възел. Има пристанище и общо летище с град Херньосанд, което се намира до съседния град Тимро. Населението на града е 51 354 жители според данни от преброяването през 2010 г.

## Спорт
Представителният футболен отбор на града се казва ИИФ Сундсвал. Дългогодишен участник е в Шведската лига Алсвенскан.

## Побратимени градове
- Пори, Финландия
- Пошгрун, Норвегия
- Сьонербор, Дания
- Волхов, Русия
- Конин, Полша